# Thaumasia abrahami
Thaumasia abrahami là một loài nhện trong họ Pisauridae.
Loài này thuộc chi Thaumasia. Thaumasia abrahami được Cândido Firmino de Mello-Leitão miêu tả năm 1948.